# Goran Zvijerac
Goran Zvijerac (* 18. Mai 1974 in Lilienfeld) ist ein ehemaliger österreichischer Fußballspieler und nunmehriger -trainer.

## Karriere

### Als Spieler
Zvijerac begann seine Karriere beim ASK Wilhelmsburg. Zur Saison 1989/90 verließ er Wilhelmsburg. Zur Saison 1992/93 schloss er sich der Jugend des VSE St. Pölten an. Zur Saison 1994/95 wechselte er zum Landesligisten ASK Ybbs. Im Jänner 1995 zog er weiter zu Regionalligist SV Horn. Im Jänner 1996 schloss er sich dem ASV Schrems an. Im Jänner 1997 kehrte er zu Zweitligist St. Pölten zurück. Im März 1997 gab er gegen den First Vienna FC sein Debüt in der zweiten Liga. In zwei Jahren kam er zu 40 Zweitligaeinsätzen für die Niederösterreicher.
Im Jänner 1999 wechselte Zvijerac zu Landesligist SV Langenrohr. Im Jänner 2000 wechselte er zu Ligakonkurrent FC Sturm 19 St. Pölten. Zur Saison 2000/01 wechselte er zum fünftklassigen SKN St. Pölten, dem Nachfolger des mittlerweile insolvent gegangenen VSE St. Pölten. Mit dem SKN stieg er 2001 in die Landesliga auf. Im Jänner 2002 wechselte er zu Regionalligist Kremser SC. Für den KSC kam er zu 66 Einsätzen in der Ostliga. Zur Saison 2004/05 wechselte er zum fünftklassigen SV Karlstetten/Neidling. Zur Saison 2005/06 wechselte er weiter zu Ligakonkurrent SV Zwentendorf.
Im Jänner 2006 wechselte Zvijerac wieder eine Liga höher, diesmal zum ASK Schwadorf. Für Schwadorf absolvierte er vier Landesligapartien, mit dem ASK stieg er als Meister in die Ostliga auf. Den Aufstieg machte er aber nicht mit, er kehrte zur Saison 2006/07 nach Karlstetten zurück. Zur Saison 2007/08 wechselte er zum sechstklassigen FCU Winklarn. Im Jänner 2008 kehrte er zum SKN zurück, für dessen siebtklassige Amateure er spielen sollte. Diese wurden nach dem Aufstieg der Kampfmannschaft von der Ostliga in die zweite Liga zur Saison 2008/09 in die fünftklassige 2. Landesliga versetzt. In dieser kam er fortan zu 27 Einsätzen, mit St. Pöltner Amateuren stieg er direkt weiter in die Landesliga auf.
Zur Saison 2009/10 wechselte Zvijerac dann aber zum fünftklassigen USV Oed/Zeillern. Nach 13 Spielen für Oed schloss er sich im Jänner 2010 dem Ligakonkurrenten ATSV Ober-Grafendorf an. Diesen trainierte er ab der Saison 2010/11 auch selbst, unter seiner Führung stieg das Team 2012 in die Landesliga auf. Er machte den Aufstieg aber nicht mit und wechselte stattdessen als Spieler zum sechstklassigen ASK Wilhelmsburg, bei dem er einst seine Karriere begonnen hatte. Mit Wilhelmsburg stieg er 2013 in die 2. Landesliga auf. Im Jänner 2019 legte er seinen Spielerpass zum ASK Elektra Wien, für dessen Senioren er in der Saison 2018/19 spielte. Im Sommer 2023 gab er dann im Erwachsenenbereich sein Comeback und schloss sich 49-jährig dem achtklassigen USC Pöggstall an.

### Als Trainer
Nach seiner Tätigkeit als Spielertrainer in Ober-Grafendorf wechselte Zvijerac zur Saison 2012/13 in die AKA St. Pölten. In dieser trainierte er zunächst das U-15-Team, rückte 2014 in das U-16-Team auf und trainierte dann ab 2015 die U-18-Mannschaft. Nach sechs Jahren in der Akademie verließ er St. Pölten nach der Saison 2017/18. Im Oktober 2019 übernahm er den Landesligisten ASV Spratzern. Nach jeweils COVID-bedingt abgebrochenen Saisonen 2019/20 und 2020/21 kehrte er zur Saison 2021/22 zum SKN zurück, dessen Amateure er übernahm. Nach der Saison 2021/22 trennten sich die SKN Juniors von ihm.
Zvijerac kehrte anschließend im Oktober 2022 zu Spratzern zurück, der Verein stieg unter seiner Führung aber 2023 aus der Landesliga ab, woraufhin er ihn wieder verließ. Im April 2024 wurde er Trainer von Landesligist SV Haitzendorf. Auch Haitzendorf stieg unter seiner Führung aber zu Saisonende ab. Zur Saison 2024/25 wechselte er dann zu Zweitligist SV Horn, wo er Co-Trainer von Philipp Riederer wurde. Nach Riederers Entlassung im November 2024 übernahm Zvijerac interimistisch den Cheftrainerposten. Unter seiner Führung holte Horn in vier Spielen einen Punkt. Im Dezember 2024 wurde er von Thomas Janeschitz abgelöst.